# Love Story (손지창의 음반)
《Love Story》는 손지창의 3번째 정규 앨범이다. 1997년에 발매됐다. 동명의 타이틀 곡과 합창적이 어울리면서, 모든 활약을 성공했다.

## 수록곡
1. 사랑했기 때문에 (Tittle) - 4:26 (손지창 작사·작곡)
2. Happy Birthday To You - 3:49 (손지창 작사 / 서영진 작곡)
3. Good Bye - 4:56 (손지창 작사 / 김성면 작곡)
4. 첫사랑 - 4:30 (손지창 작사 / 유정연 작곡)
5. Via Dolorsa - 3:04
6. 마지막 연인 - 4:34 (손지창 작사·작곡)
7. 이별 - 4:21 (손지창 작사 / 정재형 작곡)
8. 꿈 - 3:25 (손지창 작사 / 마경식 작곡)
9. 동명이인 - 4:03 (손지창 작사 / 마경식 작곡)
10. People Need The Lord - 5:00